# イナズマイレブン ストライカーズ
『イナズマイレブン ストライカーズ』は、レベルファイブから発売されたサッカーゲーム。『イナズマイレブンシリーズ』初の据え置き型ゲーム機向け作品である。

## シリーズ一覧
機種はいずれもWii。
イナズマイレブン ストライカーズ
2011年7月16日発売。当初は2011年4月28日に発売される予定だった。
オープニング曲は『みんなあつまリーヨ!』（T-Pistonz+KMC）
イナズマイレブン ストライカーズ 2012エクストリーム
2011年12月22日発売。『イナズマイレブン ストライカーズ』のバージョンアップ版。
オープニング曲は『世界中のみんなあつまリーヨ!』。
イナズマイレブンGO ストライカーズ 2013
2012年12月20日発売。
オープニング曲は『新時代つくリーヨ!』。

## 概要
レベルファイブは、本作のジャンルを「超次元バトルサッカー」と銘打っている。これまでの同シリーズのキャラクターが登場し、必殺技など同シリーズの要素が盛り込まれたサッカーゲーム。だが､DS作品とは操作方法の関係上ゲームシステムは大幅に異なっている。
フットボールフロンティア編､脅威の侵略者編､世界への挑戦編のキャラクターたちを集めたチームや、雷門中の女子マネージャー達を中心とした女子チームなどの、ゲームオリジナルチームなどを使うことも出来る。
また、次回作『イナズマイレブンGO』のキャラクター達も参戦している。
試合画面は3Dで表現されており、必殺技ではボイス付きアニメーションが導入される。
キャラクターの3Dモデルや顔グラはアニメ準拠だが､必殺技のモーションや効果音はゲーム準拠となっている。また､アニメ絵に忠実な3Dモデルが見られるゲームは本作のみである。

## 登場人物

### 雷門中
- 円堂守 - 竹内順子
- 豪炎寺修也 - 野島裕史
- 風丸一郎太 - 西墻由香
- 壁山塀吾郎 - 田野めぐみ
- 影野仁 - 中村悠一
- 栗松鉄平 - 日野未歩
- 半田真一 - 下野紘
- 少林寺歩 - 城雅子
- 宍戸佐吉 - 奈良徹
- 松野空介 - 小平有希
- 染岡竜吾 - 加瀬康之
- 目金欠流 - 加藤奈々絵

### 帝国学園
- 鬼道有人 - 吉野裕行
- 佐久間次郎 - 田野めぐみ
- 源田幸次郎 - 中村悠一
- 寺門大貴 - 四宮豪
- 辺見渡 - 金野潤
- 成神健也 - 城雅子
- 咲山修二 - 小平有希
- 洞面秀一郎 - 西墻由香
- 万丈一道 - 加瀬康之
- 大野伝助 - 佐々木誠二
- 五条勝 - 奈良徹

### 世宇子中
- アフロディ - 三瓶由布子
- ヘラ - 小平有希
- デメテル - 日野未歩
- アルテミス - 倖月美和
- ヘルメス - 奈良徹
- アテナ - 下野紘
- ディオ - 中村悠一
- アレス - 加瀬康之
- ヘパイス - 加藤奈々絵
- アポロン - 佐々木日菜子
- ポセイドン - 四宮豪

### 地上最強雷門中（セカンド雷門中）
- 財前塔子 - 高垣彩陽
- 吹雪士郎 - 宮野真守
- 木暮夕弥 - 宮原永海
- 浦部リカ - 瀧本富士子
- 立向居勇気 - 立花慎之介
- 綱海条介 - 阪口周平

### エイリア学園
- グラン - 水島大宙
- デザーム - 疋田高志
- レーゼ - 小平有希
- ウルビダ - 日野未歩
- ネロ - 瀧本富士子
- クィール - 小林沙苗
- キーブ - 高垣彩陽
- マキュア - 小平有希
- メトロン - 金野潤
- クリプト - 高垣彩陽
- ディアム - 日野未歩
- リーム - 小林沙苗
- パンドラ - 西墻由香
- ガニメデ - 中村悠一
- アイキュー - 小平有希
- アイシー - 加藤奈々絵

### カオス
- バーン - 古島清孝
- ガゼル - 瀧本富士子
- ネッパー - 柳原哲也（アメリカザリガニ）
- ボンバ - 平井善之（アメリカザリガニ）
- ドロル - 宮野真守
- ヒート - 梶裕貴
- リオーネ - 北西純子
- クララ - 高垣彩陽
- バーラ - 加藤奈々絵
- ゴッカ - 金野潤
- グレント - 阪口周平

### イナズマジャパン
- 宇都宮虎丸 - 釘宮理恵
- 飛鷹征矢 - 峯暢也
- 基山ヒロト - 水島大宙
- 緑川リュウジ - 小平有希
- 土方雷電 - 桜塚やっくん
- 不動明王 - 梶裕貴

### ネオジャパン
- 砂木沼治 - 疋田高志
- 伊豆野由宇 - 宮野真守
- 瀬方隆一郎 - 中村悠一
- 下鶴改 - 悠渚佳代
- 幽谷博之 - 倖月美和
- 霧隠才次 - 小林由美子
- 武方努 - 四宮豪
- 石平半蔵 - 阪口周平
- 郷院猛 - 東地宏樹
- 牧谷寛 - 佐々木誠二

### 世界選抜
- フィディオ・アルデナ - 下野紘
- ロココ・ウルパ - 甲斐田ゆき
- エドガー・バルチナス - 杉田智和
- テレス・トルーエ - 間島淳司
- マーク・クルーガー - 中村悠一
- ディラン・キース - 鈴木千尋
- 一之瀬一哉 - 梶裕貴
- 土門飛鳥 - 金野潤
- マック・ロニージョ - 阪口周平
- ラガルート・カルロス - 古島清孝
- ウォルター・マウンテン - 加瀬康之
- ジジ・ブラージ - 佐藤健輔
- チェ・チャンスウ - 奈良徹
- 亜風炉照美 - 三瓶由布子
- ビヨン・カイル - 逢坂力
- ニース・ドルフィン - 佐藤健輔

### ダークエンジェル
- デスタ - 佐藤健輔
- セイン - 甲斐田ゆき
- アスタロス - 宮野真守
- サタナトス - 阪口周平
- エルフェル - 峯暢也
- ギュエール - 小林沙苗
- メフィスト - 高垣彩陽
- ウイネル - 間島淳司
- ベルゼブ - 立花慎之介
- ネネル - 水島大宙
- ヘビーモス - 中村悠一

### 王牙学園
- バダップ・スリード - 神谷浩史
- エスカ・バメル - 鈴木達央
- ミストレーネ・カルス - 渡辺久美子
- ザコメル・ザンデ - 金野潤
- ブボ・トランガス - 梶裕貴
- ゲボ・トランガス - 宮野真守
- サンダユウ・ミシマ - 古島清孝
- ダイッコ・ブーカ - 奈良徹
- ドラッヘ・ギュンダー - 峯暢也
- ジニス・ジンギンス - 加瀬康之
- イッカ・スタックス - 中村悠一

### マネージャー
- 木野秋 - 折笠富美子
- 音無春奈 - 佐々木日菜子
- 雷門夏未 - 小林沙苗
- 久遠冬花 - 戸松遥
- 大谷つくし - 小林沙苗

### 女子チーム
- 御堂玲華 - 須藤茉麻（Berryz工房）
- 堀道子 - 清水佐紀（Berryz工房）
- 如月まこ - 倖月美和
- 荒谷紺子 - 後藤沙緒里
- 真都路珠香 - 小平有希
- 万博美 - 高垣彩陽
- 串田香津世 - 日野未歩
- 土州恋 - 森谷里美
- 虎浜甲子 - なし
- 喜屋武梨花 - 佐々木日菜子
- 館野舞 - 城雅子
- 小鳥遊忍 - 佐々木日菜子

### その他
- 円堂カノン - 竹内順子
- 豪炎寺真人 - 野島裕史
- 宮坂了 - 倖月美和
- 多摩野五郎 - 倖月美和
- 闇野カゲト - 佐藤健輔
- 杉森威 - 四宮豪
- 西垣守 - 陶山章央
- 南雲晴矢 - 古島清孝
- 涼野風介 - 瀧本富士子
- ラボック・ヘンクタッカー - 矢部雅史
- デモーニオ・ストラーダ - 鈴木千尋
- 亀崎河童 - 小桜エツ子
- 音村楽也 - 山寺宏一
- 角馬圭太 - 古島清孝

### イナズマイレブンGO
- 松風天馬 - 寺崎裕香
- 剣城京介 - 大原崇
- 神童拓人 - 斎賀みつき
- 霧野蘭丸 - 小林ゆう
- 西園信助 - 戸松遥

### 監督
- 円堂大介 - 藤本譲
- 響木正剛 - 有本欽隆
- 久遠道也 - 東地宏樹
- 吉良瞳子 - 北西純子

### イナズマイレブン ストライカーズ 2012エクストリームからの追加選手

#### 新生雷門
- 三国太一 - 佐藤健輔
- 車田剛一 - 野島裕史
- 天城大地 - 奈良徹
- 浜野海士 - 金野潤
- 速水鶴正 - 吉野裕行
- 倉間典人 - 高垣彩陽
- 南沢篤志 - 梶裕貴
- 狩屋マサキ - 泰勇気
- 錦龍馬 - 岩崎了
- 影山輝 - 藤村歩

#### ゼロ
- 白竜 - 福山潤
- シュウ - 沢城みゆき
- カイ - 金野潤
- 蛇野巻人 - 岩崎了
- 江島一八 - 奈良徹
- 佐喜幸夫 - 吉野裕行
- 鬼塚平太 - 小林ゆう
- 木屋功治 - 西墻由香
- 悠木譲 - 四宮豪
- 青銅弾 - ゆりん
- 林音真琴 - 古島清孝
- 牙山道三 - 大友龍三郎

#### 大人キャラ
鬼道と吹雪は次世代ワールドホビーフェア'12 Winter、不動はコロコロコミック2012年2月号、壁山はコロコロコミック2012年3月号、木暮はデータ放送、円堂と風丸と五条はサッカーゲームキングvol.010にてパスワードを取得することができる。 
- 円堂守（10年後） - 竹内順子
- 風丸一郎太（10年後） - 西墻由香
- 壁山塀吾郎（10年後） - 田野めぐみ
- 鬼道有人（10年後） - 吉野裕行
- 木暮夕弥（10年後） - 宮原永海
- 五条勝（10年後） - 奈良徹
- 不動明王（10年後） - 梶裕貴
- 吹雪士郎（10年後） - 宮野真守

#### マネージャー
- 空野葵 - 北原沙弥香
- 瀬戸水鳥 - 美名
- 山菜茜 - ゆりん

#### 監督
- 円堂守（10年後） - 竹内順子
- 鬼道有人（10年後） - 吉野裕行

### イナズマイレブンGO ストライカーズ 2013からの追加選手

#### 新生雷門
- 一乃七助 - 折笠富美子
- 青山俊介 - 高垣彩陽

#### 世界選抜・改
- フォクス - 梶裕貴
- コヨーテ - 峯暢也

#### オルフェウス
- ベント・ガリアーノ - 矢部雅史
- オットリーノ・ノビリ - 立花慎之介
- アントン・ガッツーゾ - 四宮豪
- マルコ・マセラッティ - 西墻由香
- ジュゼッペ・カンナバロ - 矢部雅史
- アンジェロ・ガブリーニ - 折笠富美子
- ジョルジョ・ジャンニーニ - 吉野裕行
- ダンテ・ディアブロ - 加瀬康之
- ダニエレ・サンクティス - 峯暢也
- エンリコ・オリビエ - 四宮豪
- アレサンドロ・ロッサ - 河合みのる
- ジャンルカ・ザナルディ - 梶裕貴
- ラファエレ・ジェネラーニ - 立花慎之介

#### リトルギガント
- ケーン・サイトー - 宮野真守
- ウィンディ・ファスタ - 戸松遥
- ジニー・ゲイノ - 四宮豪
- マロン・イアン - 宮原永海
- マッコール・キサッラ - 佐々木日菜子
- シンティ・ハンパ - 西墻由香
- ユーム・リンジー - 折笠富美子
- キート・ライアンド - 下野紘
- マキシ・クゥ - 加藤奈々絵
- メイガー・ネイサン - 加藤奈々絵
- リュー・スケール - 梶裕貴
- ゴーシュ・フレア - 間島淳司
- ドラゴ・ヒル - 阪口周平
- スキッド・ウー - 阪口周平

#### 革命選抜
- 兵頭司 - 三戸耕三
- 雪村豹牙 - 寺島惇太
- 真狩銀次郎 - 野島裕史
- 木瀧常緒 - 泰勇気
- 貴志部大河 - 小野友樹
- 滝総介 - 峯暢也
- 滝快彦 - 折笠富美子
- 真帆路正 - 堀江一眞
- 雨宮太陽 - 江口拓也
- 黒裂真命 - 加藤奈々絵

#### フィフスセクターズ
- 喜多一番 - 金野潤
- 隼総英聖 - 室元気
- 磯崎研磨 - 江口拓也
- 光良夜桜 - 小平有希
- 御門春馬 - 早志勇紀
- 龍崎皇児 - 前野智昭
- 浪川蓮助 - 峯暢也
- 井出乗数 - 佐藤健輔
- 湾田七雄人 - 金野潤
- 千宮路大和 - 早志勇紀
- 護巻徹郎 - 野島裕史

#### テンマーズ
- フェイ・ルーン - 木村亜希子
- マッチョス - 泰勇気
- スマイル - 折笠富美子
- ストロウ - 奈良徹
- ウォーリー - 岩崎了
- デブーン - 金野潤
- チビット - 藤村歩
- マント - 高垣彩陽
- ドリル - 佐藤健輔
- キモロ - 小林ゆう

#### プロトコル・オメガ
- アルファ - 谷山紀章
- ベータ - 伊瀬茉莉也
- ガンマ - 泰勇気
- エイナム - 野島裕史
- レイザ - 藤村歩
- ザノウ - 岩崎了
- メダム - 金野潤
- ガウラ - 佐藤健輔
- クオース - 大原崇
- ネイラ - 佐々木日菜子
- ウォード - 大原崇
- ドリム - 泰勇気
- オルカ - ゆりん
- ルジク - 金野潤
- ガリング - 奈良徹
- ダーナ - 美名

#### ザナーク・ドメイン
- ザナーク・アバロニク - 小西克幸
- ラセツ - 金野潤
- シュラ - 佐藤健輔
- ゴブリス - ゆりん
- シンジャミ - 斎賀みつき
- メイズ - 吉野裕行
- エンギル - 江口拓也
- オーグ - 岩崎了
- ヤシャ - 佐々木日菜子
- ゴウズ - 奈良徹
- シュテン - 泰勇気

#### デストラクチャーズ
- アスタ - 木村良平
- サン - 潘めぐみ
- フラン - 日笠陽子
- ロータス - 阪口周平
- モクレン - 中村悠一
- チューリ - 田野めぐみ
- マーガル - 野島裕史
- ラベン - 佐藤健輔
- ビオラ - 岩崎了
- ダンデ  - 加瀬康之
- カモミ - 美名
- オキッド - 水島大宙
- ジニアス - 西墻由香

#### イナズマレジェンドジャパン
- 豪炎寺修也（10年後） - 野島裕史
- 染岡竜吾（10年後） - 加瀬康之
- 佐久間次郎（10年後） - 田野めぐみ
- 綱海条介（10年後） - 阪口周平
- 吉良ヒロト（10年後） - 水島大宙

#### その他
- 雅野麗一 - 美名
- 剣城優一 - 前野智昭
- 菜花黄名子 - 悠木碧
- トーブ - ゆきじ
- 太助 - 折笠富美子
- 稲葉大安 - 四宮豪
- レイ・ルク - 河野裕
- サリュー・エヴァン - 岡本信彦
- 矢嶋陽介 - 佐藤健輔

#### 監督
- 亜風炉照美（10年後） - 三瓶由布子
- イシドシュウジ - 野島裕史
- クラーク・ワンダバット - 吉野裕行